# Minasragrite
La minasragrite è un minerale.